# Huelga de las elecciones regionales de Ucayali de 2010
La huelga en las elecciones regionales de Ucayali es uno de los acontecimientos relacionados con un supuesto fraude electoral en las elecciones de 2010 desarrollado en el departamento de Ucayali. La causa fue el desacuerdo por parte del partido político liderado por Francisco Pezo Torres contra Jorge Velásquez Portocarrero por el Jurado Nacional de Elecciones. No obstante, ocurrieron varios incidentes como los paros y saqueos.

## Orígenes
Las elecciones se originaron por el retrasado de la Oficina Nacional de Procesos Electorales. Las primeras referencias fueron el cuatro de octubre de este año. Así mismo, existió rumores del movimiento Integrando Ucayali. Una de ellas está a un vehículo de la observadora de la OEA añadido con el símbolo de la agrupación política.

### Reacciones de los votantes
El 5 de octubre de 2010, 300 indígenas del movimiento Todos Somos Ucayali rechazaron los resultados por un supuesto fraude electoral. Esto causó revueltas en Atalaya, la cual ocuparon a la municipalidad provincial del mismo nombre, con el objetivo de anular las elecciones en distrito de Curimaná. Así mismo, tomaron el aeródromo de esta ciudad por 600 agitadores. Después de varias horas, la Policía Nacional moderó la situación, causando tres personas resultaron heridas con golpes de piedras y palos, producto del enfrentamiento con las autoridades.
Frente a esto un personero legal de Integrando Ucayali denunció por tener una capacidad violenta. No obstante, la población frente a esta situación está resguardado por el Frente de Defensa de Ucayali. Con la ideología planeada se decidirá crear una nueva marcha si no hubiese de acuerdo.
Entre tanto, hubo vigilancia en las oficinas de la Jurado Nacional de Elecciones donde se cree que las actas han sido manipuladas por el presidente regional de JNE Juan Níñez Terreros.

## Protestas

### Marchas pacíficas

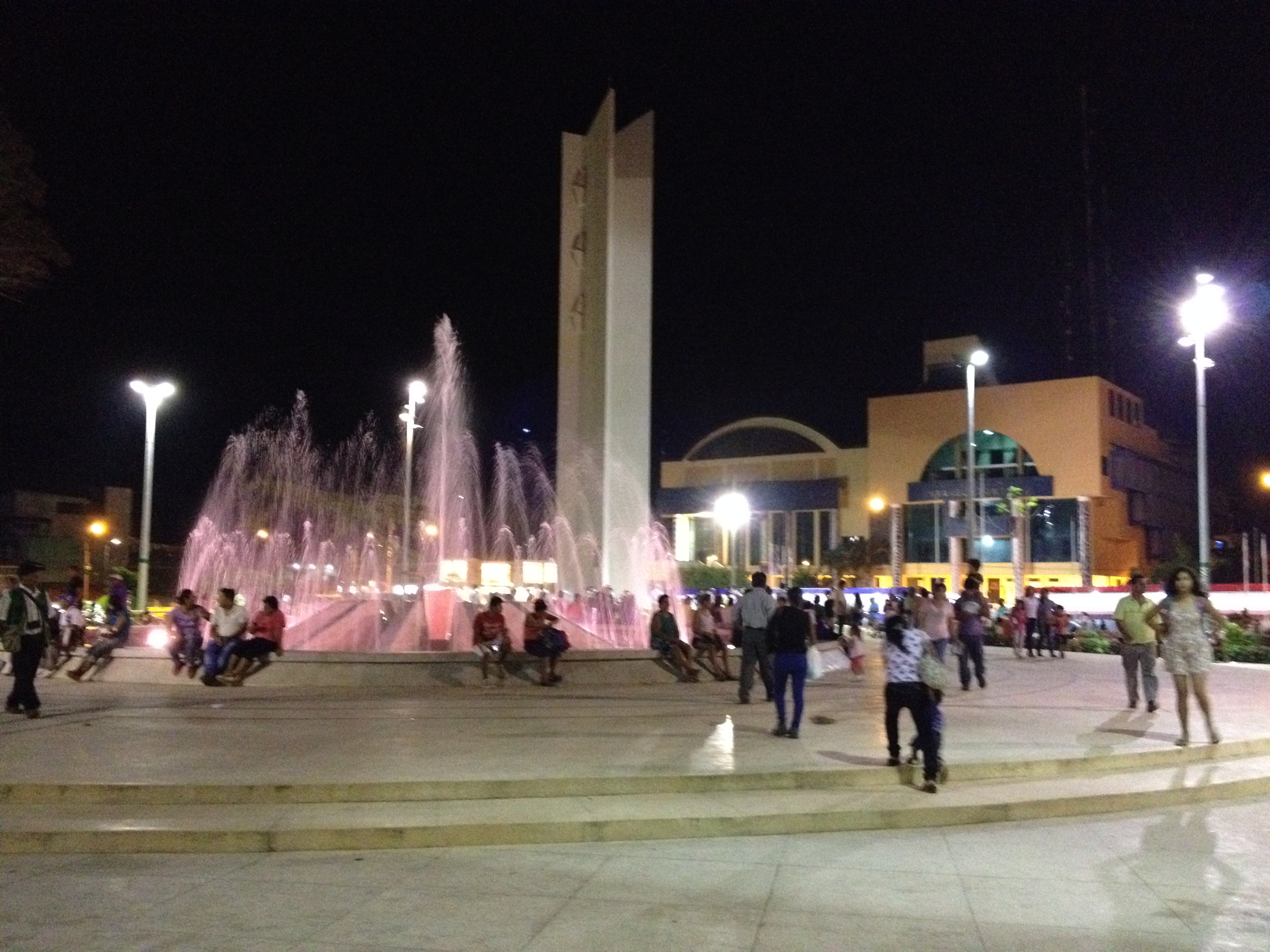
Plaza de armas de Pucallpa (foto de 2014).

La primera protesta se inició el 11 de octubre de 2010. La cual se decidió dar apoyo por parte del distrito de Irazola en Padre Abad.
La tercera semana de octubre se inició la protesta a base de varios pobladores. La marcha por miles de simpatizandes del movimiento Todos somos Ucayali se reunieron en el óvalo del centro urbano de Pucallpa.  Esto tuvo con la participación de varios movimientos políticos y del frente de defensa regional de Ucayali.
Sin embargo, sólo 5000 simpatizantes del movimiento Integrando Ucayali participaron contra este propósito. La idea de esta marcha es, según Velásquez, de "que el pueblo ya sabe quien ganó, el pueblo no quiere violencia, que los perdedores respeten el voto del pueblo".

### Saqueo radial
El 21 octubre se produjo un saqueo en una emisora por dar opiniones publicitaria sobre la reelección del alcalde provincial de Atalaya Francisco de Asís Mendoza de Souza. Aún sin saber el motivo por la falta de huellas, posiblemente sea la prevención del movimiento IU hacia los alcaldes.

### Paro en Pucallpa
El mismo 21 de octubre se decidió realizar el primer paro organizado por el Comité de Defensa del Voto Ciudadano en Ucayali. Con normalidad no hubo graves problemas de la participación en Aguaytía y Pucallpa.